# Крис Сайборг
Кристиани Жустину Венансиу (на португалски: Cristiane Justino Venâncio), известна основно с псевдонима Крис Сайборг (на английски: Cris Cyborg, по-рано с фамилия по съпруг Кристиани Сантос), е американски професионален ММА боец от бразилски произход, който към 2019 година се състезава в шампионата по Смесени бойни изкуства Bellator MMA, в лека категория при жените.
Тя е бивш Световен шампион в шампионатите на UFC, Strikeforce и Invicta FC. Тя е единственият боец, който е печелил титлите в три основни шампионата в смесените бойни изкуства. Сайборг става известна за първи път, когато печели титлата в шампионата Strikeforce на 15 август 2009 г., побеждавайки Джина Карано с технически нокаут в първи рунд (TKO).

## Личен живот
Киборг е била омъжена за ММА боеца Евангелиста „Сайборг“ Сантос, приемайки освен фамилията и прякора на съпруга си. Двамата се разделят през декември 2011 г. Сайборг е натурализиран гражданин на САЩ от 2016 г. Сайборг обявява годежа си за дългогодишно ѝ гадже, треньор и бивш ММА боец Рей Елб през 2017 година.